# Carya demareei
Carya demareei är en valnötsväxtart som beskrevs av Ernest Jesse Palmer. Carya demareei ingår i släktet hickory, och familjen valnötsväxter. Inga underarter finns listade i Catalogue of Life.